# كايفنغ
كايفنغ (开封) هي مدينة في خنان في الصين ويبلغ تعدادد السكان 4.8 مليون نسمة. تقع المدينة على الضفة الجنوبية لمنطقة النهر الأصفر على مساحة 6,444 كم مربع، وقد عُرفت المدينة لأهميتها التاريخية، فكانت واحدة من سبع عواصم قديمة للصين.

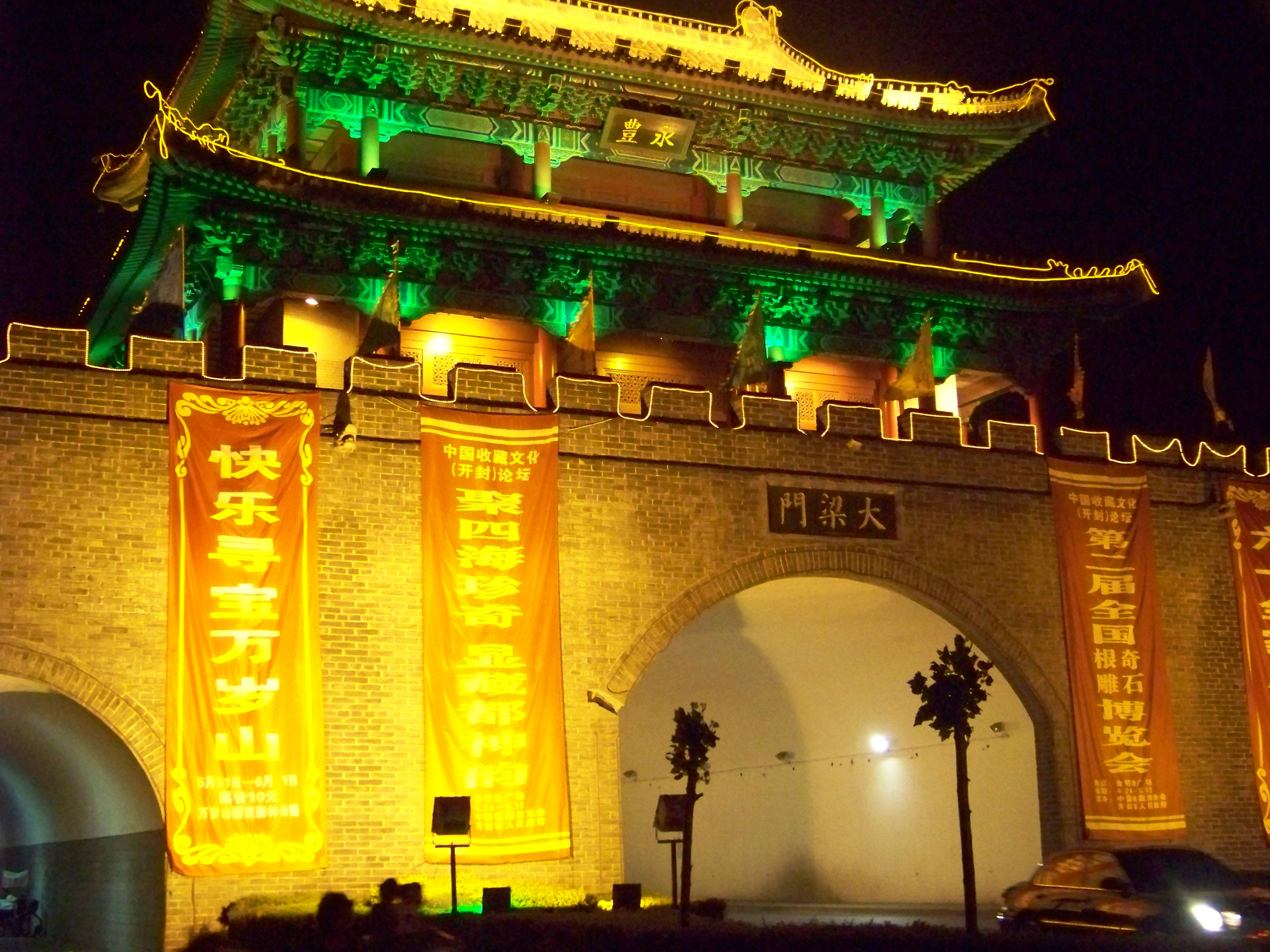
أحد الأبنية القديمة في المدينة

## أسست
في القرن ال7 كانت المدينة في الوسط التجاري والسياسي بعد القناة الكبرى المرتبطة القناة المؤدية إلى شاندونغ الصينية. 1049 في معبد بني في الحديد 54.7 مترا، والتي هي اليوم رمز للمدينة التاريخية. في القرن 11th جاء إلى المدينة (وتسمى "شباب بكين") كان يحيط الذروة ذات أهمية في ظل اسرة سونغ، من ثلاث حلقات من جدار الحماية للسكان لدينا -600-700 ألف نسمة. زعم المؤرخون بأنها كانت أكبر مدينة في العالم ما بين 1013 و 1127. ومع ذلك عانت المدينة الفيضانات المتكررة من النهر الأصفر (التي وقعت في الصعوبة التي بدأت في 1642، مما أسفر عن مقتل نصف سكان المدينة) هاجم المغول من الشمال. أوائل عهد أسرة مينغ، في 1368، وكايفنغ عاصمة مقاطعة خنان.

## الثقافة
كايفنغ تقدم مجموعة واسعة من التخصصات الغذائية مثل فطيرة مبخرة الزلابية الصينية. في المساء، تتحول شوارع كايفنغ إلى مطاعم في حين أن مئات فتح مواقفها ويبدأ في بيع المواد الغذائية في الأسواق الليلية الشهيرة. الناس غالباً يأتون من تشنغتشو القريبة القادمة لكايفنغ لقضاء ليلة مع أسرهم.

## المدن الشقيقة
| - تودا، ساي، اليابان. - أومسك، روسيا. - كريات موصقين، إسرائيل. - لو ياو - الإمبراطور تشنزونغ - تشانغ زاي - ليو شاوتشي - زهانج شواي - الإمبراطور هويتسونغ - تيلسون هاريسون 1. 2. 3. 4. 5. 6. 7. 8. 9. 10. 11. |